# Baitenhausen
Baitenhausen ist ein Stadtteil von Meersburg im baden-württembergischen Bodenseekreis mit einer Wallfahrtskirche.

## Geographie
Der Ortsteil Baitenhausen liegt vier Kilometer nordöstlich der Meersburger Oberstadt am Nordosthang eines Berges auf 440 m ü. NHN, etwa auf gleicher Höhe wie die obere Altstadt von Meersburg, die auf der Südseite direkt am Bodensee liegt.

## Geschichte
Baitenhausen hieß früher Bethenhausen, dann Baydenhausen. Im Jahr 1169 wurde Priester Heinrich von Bettinhusen erwähnt. Im Jahr 1506 wurden Rechte und Pflichten für den Ort festgelegt. Am 21. August 1641 wurde Baitenhausen im Schwedenkrieg durch die Hohentwieler geplündert. Im Jahr 1703 requirierten die Franzosen auf dem Durchmarsch die Pferde und erhoben Contribution. Im Jahr 1802 fiel das Dorf an Baden. In der Mitte des 19. Jahrhunderts hatte Baitenhausen 10 Bürger und 76 Einwohner. Erwerbszweige waren der Feldbau, die Viehzucht und die Waldbewirtschaftung.
Am 1. Februar 1972 wurde die Gemeinde Baitenhausen in die Stadt Meersburg eingemeindet. Die Einwohnerzahl von Baitenhausen betrug, als Baitenhausen noch zum damaligen Landkreis Überlingen gehörte, im Jahr 1961 insgesamt 174 und im Jahr 1970 insgesamt 157 Einwohner.
Am 1. Januar 1973 wurde der Landkreis Überlingen aufgelöst, wodurch Baitenhausen zum neugebildeten Bodenseekreis gelangte.

## Kultur und Sehenswürdigkeiten

### Wallfahrtskirche Baitenhausen

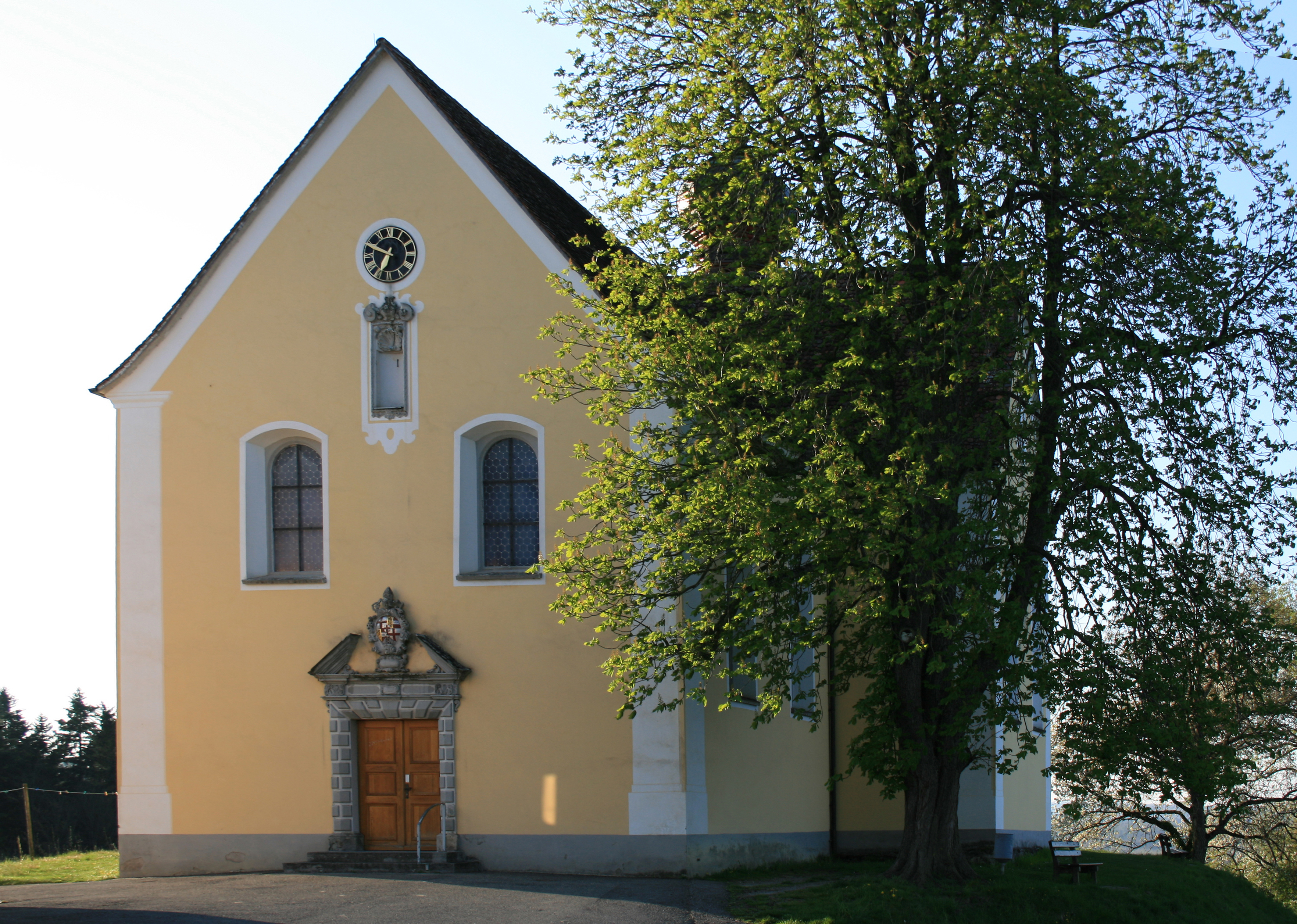
Wallfahrtskirche Baitenhausen

In fast 500 m Höhe liegt oberhalb des Dorfkerns von Baitenhausen die katholische Wallfahrtskirche Baitenhausen im Barockstil, die 1704 geweiht wurde. Zuvor befand sich eine Kirche im Ort. Zur Ausstattung gehört eine kostbare Orgel von Johann Georg Aichgasser aus dem Jahr 1766.

### Friedhof
Der Friedhof liegt an der Treppe vom Ort zur Wallfahrtskirche Baitenhausen. Auf dem Friedhof befindet sich eine Gedächtniskapelle für die Kriegstoten mit einer Pieta aus der Zeit um 1960 vor einem Kreuz. An die Namen der Gefallenen des Ersten und Zweiten Weltkriegs erinnern zwei Tafeln.

## Regelmäßige Veranstaltungen

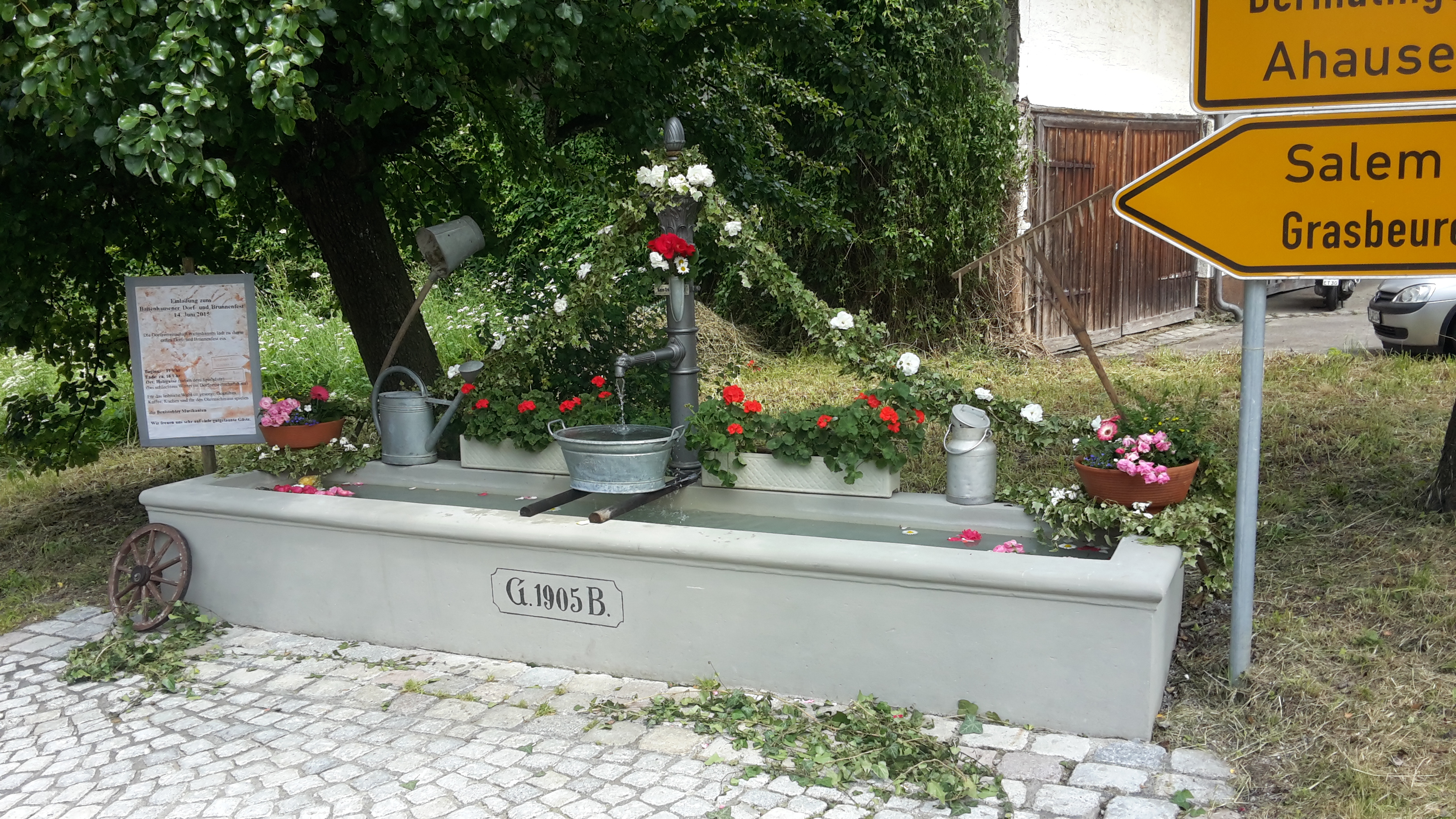
Brunnen 2015 zum 110-jährigen Jubiläum

In Baitenhausen fand am 14. Juni 2015 erstmals ein Dorffest zum Anlass des 110-jährigen Baujubiläums des Dorfbrunnens statt.

## Verkehr und Infrastruktur

### Verkehr
In der Hauptstraße von Baitenhausen ist seit 2014 ein Geschwindigkeitsmesser veranlasst, welcher allerdings bis heute nicht montiert ist. Seit mehreren Jahren fordern die Bürger eine Geschwindigkeitsbegrenzung von 30 km/h. Aufgrund der Rechtslage ist dies nur durch allergrößte Ausnahmen möglich, was in Baitenhausen nicht zutrifft.

### Autostraßen
Baitenhausen liegt an der Autostraße Meersburg – Riedetsweiler – Ahausen – Bermatingen – Markdorf. Von Baitenhausen zweigen ferner kleinere Verbindungsstraßen nach Daisendorf, nach Schiggendorf sowie nach Grasbeuren ab.

## Kommunalpolitik

### Ortschaftsrat
In der Ortschaft Baitenhausen wird ein Ortschaftsrat gewählt. Dieser besteht aus sechs Ortschaftsräten und einem Ortsvorsteher. Aktiv und passiv wahlberechtigt zum Ortschaftsrat kann nur sein, wer in der Ortschaft mit Hauptwohnsitz wohnhaft ist. Der Ortschaftsrat wird fünfjährlich gewählt.

### Wesen der unechten Teilortswahl
In der Hauptsatzung ist bestimmt worden, dass bei Gemeinderatswahlen das Wahlgebiet der Stadt Meersburg in 2 Wohnbezirke aufgeteilt wird. Unabhängig vom Gesamtergebnis wird bei der Sitzzuteilung nach der Wahl dem Wohnbezirk Baitenhausen der ihm garantierte Sitz eingeräumt. Damit ist sichergestellt, dass auch räumlich kleinere Gemeindeteile im Gemeinderat angemessen vertreten sind.

## Bekannte Familien
- Fridolin Sautermeister (Ende 19. Jahrhundert bis Mitte 20. Jahrhundert) wohnte mit seiner Familie im Blauen Haus seitlich der Ortsmitte auf dem ansteigenden Fußweg zur Kapelle. Durch Korbflechterei, indem er seinen Krauthobel für das Dorf und seinen Keller als Schutzraum vor Bombenangriffen im Zweiten Weltkrieg zur Verfügung stellten, war er ein anerkannter Bürger.[7]